# Kastl (Adelsgeschlecht)

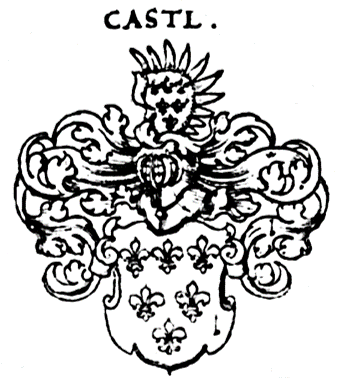
Wappen der Grafen von Kastl (Castl) in Siebmachers Wappenbuch

Die Grafen von Kastl waren eine adelige Familie des 11. und 12. Jahrhunderts, die Besitz um Kastl auf dem Nordgau hatte. Insbesondere um 1100 nennen sie sich auch von Kastl-Habsberg nach der Burg Habsberg bei Kastl (heute Wallfahrtsort des Bistums Eichstätt). Es handelt sich hierbei um eine edle Familie, die nur selten als Grafen bezeichnet werden. Eine bestimmte Grafschaft kann der Familie nicht zugeordnet werden.
Eine Verwandtschaft mit den Grafen von Dießen, den Grafen von Sulzbach und den Zähringern ist gesichert.

## Geschichte

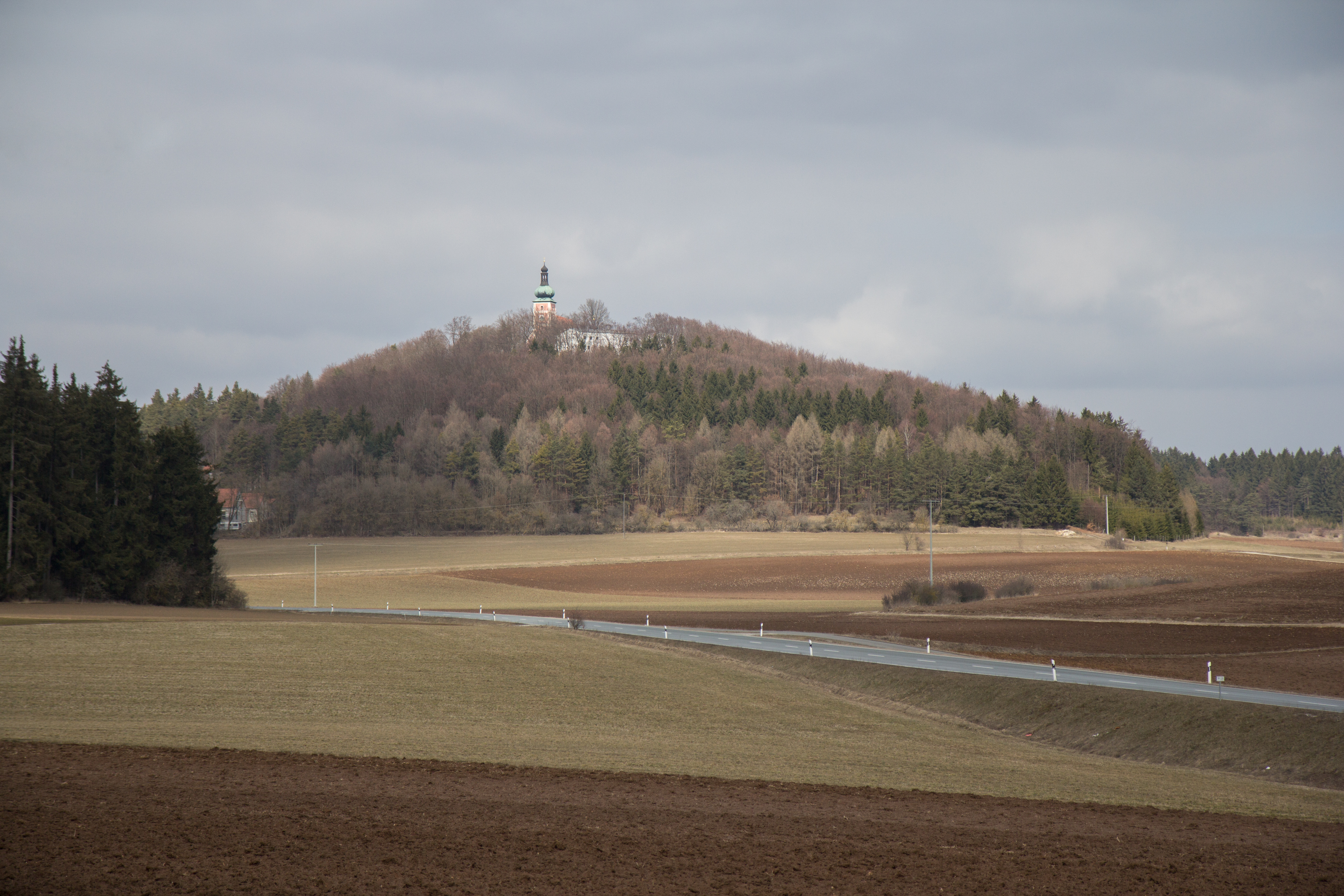
Burg Habsberg bei Kastl, Landkreis Neumarkt/Oberpfalz

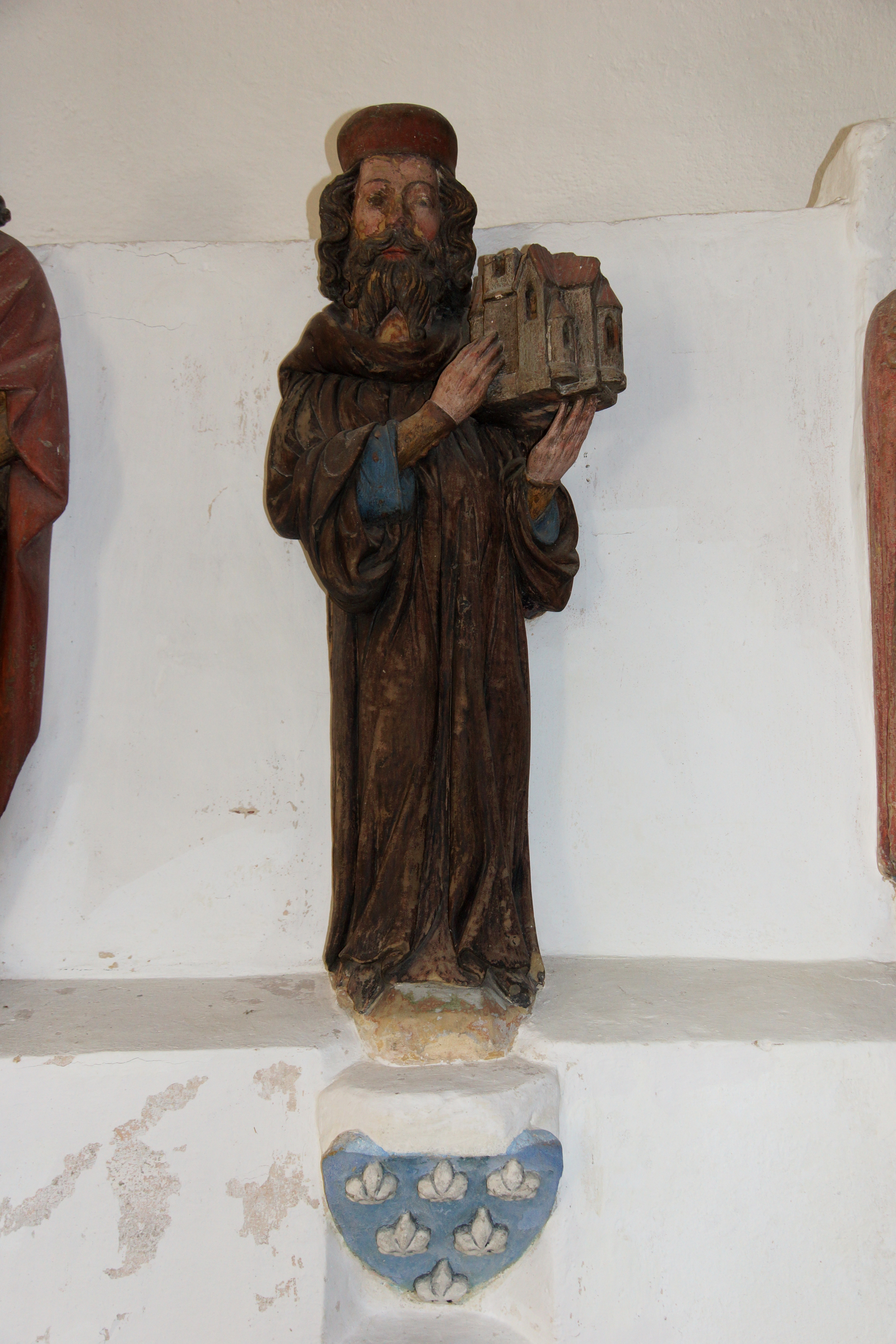
Stifterfigur des Friedrich von Kastl im Kloster Kastl

Erster Vertreter der Familie war Hermann I., der Ältere, der am 27. Januar 1056 starb. Er war verheiratet mit Haziga (Hadegunde) von Diessen, die in zweiter Ehe den Grafen Otto I. von Scheyern († 4. Dezember 1078) ehelichte. Seine Geschwister waren Richwara († um 1070) sowie Gebhard I. (* 1030; † um 1071), Graf von Sulzbach. 
Hermann I. hatte zwei Söhne: Hermann II. der Jüngere († nach 1071), Graf von Cham, Markgraf von Banz, und Friedrich I., († 11. November 1103), Graf von Kastl und Habsberg. Hermann II. war mit Berta (Alberada), der Tochter Otto von Schweinfurts, verheiratet. Beide gründeten die Klöster Heidenfeld und Banz.
Hermann II. starb um 1074, seine Witwe Berta heiratete seinen Bruder Friedrich. Berta und Friedrich hatten drei Söhne:
- Hermann III., Graf von Kastl († 23. September vor 1125 ermordet)
- Otto, Graf von Habsberg († 26. September wohl 1125)
- Friedrich, Graf von Ammertal

sowie die Tochter Judith, die mit einem Ministerialen verheiratet war.
Friedrich, sein Sohn Otto und seine Verwandten Graf Berengar I. von Sulzbach und Luitgard von Zähringen, Tochter Bertholds von Zähringen, Witwe des Markgrafen Diepold II. von Vohburg und des Ernst I. von Grögling, besaßen jeweils ein Drittel der Burg Kastl. Dort gründeten sie 1103 das Kloster Kastl.
Friedrich und Berta starben im Jahr 1103. Ihr Sohn Otto war verheiratet mit Adelheid († 9. August 1105) und starb selbst nach 1108 kinderlos. Sein Besitz geht an Heinrich V., eventuell handelte es sich auch nur um zurück gefallenes Reichsgut. Über Agnes, die Schwester Heinrich V., gelangt der Besitz an die österreichischen Babenberger.

## Wappen
Blasonierung: In Blau sechs (3:2:1) Lilien. Auf dem Helm mit blau-silbernen Decken ein Flug bezeichnet wie der Schild.

Wappen der Stadt Kastl

Das heutige Stadtwappen von Kastl (im Lauterachtal) ist, wie es auch im Kloster Kastl zu Füßen der Stifterfigur des Grafen von Kastl zu sehen ist, exakt dem des Adelsgeschlechts Kastl nachempfunden.

## Grafen von Sulzbach
Stammbaum und seine Zuordnungen in der Hauptsache nach Heinz Dopsch, ergänzt um Angaben aus vorhandenen Wikipedia-Artikeln.
- Ernst I. (* vor 994; † 3. Mai 1015), Herzog von Schwaben ⚭ um 1014 Gisela von Limburg († 15. Februar 1043), ihre 2. Ehe
  - Hermann IV. († 28. Juli 1038), Herzog von Schwaben (1030–1038) ⚭ Adelheid  (auch Adelheid, Adelais oder Adeline; * um 1014/1020; † 19. Dezember 1091[2]) Tochter des Markgrafen Maginfred von Susa – Die beiden Herzöge von Schwaben sind als Vorfahren ungesichert.[3]
    - Richwara († um 1070), Mitbesitzerin von Kastl ⚭ Berthold I. von Zähringen (* um 1000; † 6. November 1078 in Weilheim an der Teck)
      - Hermann I. (* um 1040; † 25. April 1074 in Cluny), Begründer der Linie der Markgrafen von Baden
      - Berthold II. (* um 1050; † 12. April 1111), Herzog von Schwaben, später von Zähringen
      - Gebhard III. († 12. November 1110), Bischof von Konstanz
      - Luitgard († um 1119) ⚭ Markgraf Diepold II. von Vohburg ⚭ Ernst I. von Grögling.
      - Richinza  ⚭ (Rudolf) von Frickingen  ⚭ Ludwig von Sigmaringen
        - Nachfahren: Linie Sigmaringen-Spitzenberg-Helfenstein.

    - Hermann I. († 27. Januar 1056), ca. 1050 Graf von Kastl ⚭ Haziga von Diessen (* um 1040; † 1. August 1104), 
      - Hermann II. 1069–1071 Markgraf von Banz ⚭ Alberada (Bertha), Tochter des Markgrafen Otto von Schweinfurt
      - Friedrich, († 11. November 1103), 1087–1102 Graf von Kastl, Stifter des Klosters Kastl ⚭ Alberada (Bertha), Tochter des Markgrafen Otto von Schweinfurt (2. Ehe nach der mit Hermann II.)
        - Otto († 25. September um 1125), Graf von Habsberg, Mitstifter des Klosters Kastl ⚭ Adelheid
        - Hermann III. († 23. September ?), Graf von Kastl, gestorben vor dem Bruder (Erloschen)
        - (Bei Dopsch nicht aufgeführt: Friedrich, Graf von Ammertal)
        - (Bei Dopsch nicht aufgeführt: Judith)

    - Gebhard I. (* 1030; † um 1071), Graf von Sulzbach ⚭ N.N., Tochter des Grafen Berengar (1)[4]
      - (?) Berengar, Graf von Aibling um 1185
      - Hermann, um 1085 Graf von Poigen ⚭ N.N., Tochter des Grafen Berthold von Diessen (1) ⚭ N.N., Tochter des Markgrafen Ernst I. von Österreich (2)
        - (1)(2) Nachfahren: Grafen von Poigen und Re(be)gau

      - Friderun, Äbtissin von Kloster Geisenfeld ca. 1115
      - Gebhard II. († 1085), Graf von Sulzbach ⚭ Irmgard von Rott († 14. Juni 1101)
        - Adelheid († vor 1133) ⚭ Graf Sigiboto II. von Weyarn
        - Berengar I. (* vor 1080; † 3. Dezember 1125), Graf von Sulzbach, Stifter von Berchtesgaden und Baumburg, Mitstifter Kastl ⚭ nach Februar 1099 Adelheid von Lechsgemünd († 1105), Witwe des Ulrich von Passau (1), ⚭ Adelheid von Dießen-Wolfratshausen († 1126) (2)[5]
          - (2) Nachfahren: Grafen von Sulzbach